# پیرلر سفلی (کلیبر)
پیرلر سفلی (به ترکی آذربایجانی: آشاغا پیرلر) یکی از روستاهای استان آذربایجان شرقی است که در دهستان سیدان بخش آبش‌احمد شهرستان کلیبر واقع شده‌است.